# Maple Mountain, British Columbia
Maple Mountain är ett berg i Kanada.   Det ligger i Cowichan Valley Regional District och provinsen British Columbia, i den sydvästra delen av landet, 3 600 km väster om huvudstaden Ottawa. Toppen på Maple Mountain är 506 meter över havet, eller 477 meter över den omgivande terrängen. Bredden vid basen är 13,5 km.
Terrängen runt Maple Mountain är varierad. Havet är nära Maple Mountain österut. Närmaste större samhälle är North Cowichan, 5,9 km väster om Maple Mountain. 
I omgivningarna runt Maple Mountain växer i huvudsak barrskog.